# Bầu cử Thượng viện Hoa Kỳ 2020
Bầu cử Thượng viện Hoa Kỳ năm 2020 sẽ được tổ chức vào ngày 3 tháng 11 năm 2020, với 33 vị trí hạng 2 của Thượng viện được bầu ra trong các cuộc bầu cử thông thường. Những người chiến thắng sẽ được bầu với nhiệm kỳ 6 năm kéo dài từ ngày 3 tháng 1 năm 2021 đến ngày 3 tháng 1 năm 2027. Sẽ có hai cuộc bầu cử đặc biệt: 1 là ở Arizona để lấp chỗ trống do cái chết của John McCain vào năm 2018 và 1 là ở Georgia sau khi Johnny Isakson từ chức vào cuối năm 2019.
Trong cuộc bầu cử Thượng viện Hoa Kỳ năm 2014 (cuộc bầu cử thường xuyên cuối cùng được lên lịch cho các ghế Thượng viện loại 2), đảng Cộng hòa đã giành được 9 ghế từ đảng Dân chủ và chiếm đa số trong Thượng viện. Đảng Cộng hòa đã bảo vệ đa số đó trong năm 2016 và 2018, và hiện nắm giữ 53 ghế Thượng viện. Đảng Dân chủ giữ 45 ghế, và các đảng viên độc lập bỏ phiếu kín với Đảng Dân chủ giữ 2 ghế.
Bao gồm các cuộc bầu cử đặc biệt ở Arizona và Georgia, Đảng Cộng hòa sẽ bảo vệ 23 ghế vào năm 2020, trong khi Đảng Dân chủ sẽ bảo vệ 12 ghế. Đảng Dân chủ sẽ cần chọn 3 hoặc 4 ghế để giành được đa số, tùy thuộc vào đảng nào giành được quyền kiểm soát phó tổng thống  .
Sau đêm bâu cử, Đảng Dân chủ giành được thêm 2 ghế thượng nghị sĩ (1 ở Arizona, 1 ở Colorado) và mất 1 ghế (ở Alabama). Tại thời điểm tuyên thệ Quốc hội 117, ngày 3 tháng 1 năm 2021, đảng Dân chủ (cùng 2 thượng nghị sĩ độc lập) có 48 ghế và Đảng Cộng hoà có 50 ghế, thiếu 2 ghế do 2 cuộc bầu cử tại Georgia đều phải bước vào kỳ bầu cử nước rút do không có ứng viên trên 50%, được tổ chức ngày 5 tháng 1 cùng năm. Sau đó, 2 ứng viên của Đảng Dân chủ tại Georgia cùng giành chiến thắng ở cuộc bầu cử nước rút, giúp đảng Dân chủ (cùng 2 thượng nghị sĩ độc lập) có 50 ghế. Vào ngày 20 tháng 1 năm 2020, sau khi Phó Tổng thống Kamala Harris và 2 thượng nghị sĩ đắc cử từ Georgia tuyên thệ, Đảng Dân chủ chinh thức nắm quyền đa số sau 6 năm 17 ngày.